# Фоишор (Долж)
Фоишор (рум. Foișor) насеље је у Румунији у округу Долж у општини Драник. Oпштина се налази на надморској висини од 111 m.

## Становништво
Према подацима из 2002. године у насељу је живело 402 становника, од којих су сви румунске националности.